# لنگ جفریز
لَنگ جفریز (انگلیسی: Lang Jeffries؛ ‏ ۷ ژوئن ۱۹۳۰ – ۱۲ فوریهٔ ۱۹۸۷) بازیگر اهل کانادا بود.
از فیلم‌های او می‌توان به با صدای لوپارا، لو مان، میانبری به جهنم و مرثیه‌ای برای یک بیگانه اشاره کرد.